# Vietnã nos Jogos Olímpicos de Verão de 1960
O Vietnã do Sul competiu como Vietnã nos Jogos Olímpicos de Verão de 1960 em Roma, Itália.